# Vilhelm Nordström
Vilhelm Fredrik André Nordström, född 7 januari 1883 i Gävle, död 28 februari 1961 i Oscars församling, Stockholm, var en svensk ingenjör och industriman.
Vilhelm Nordström var son till grosshandlaren Sten Otto Nordström och Jenny Carolina Elfstrand. Han kom från Gävle till Stockholm 1903 där han bedrev studier och tog examen som civilingenjör.
Han var anställd hos AB de Lavals Ångturbin från 1912, där han blev vice verkställande direktör 1918 och från 1938 till 1951 var verkställande direktör. Nordström var framstående inom ångtekniken.
Nordström gifte sig första gången 1915 med Dagmar Theresia Brehmer (1884–1941), dotter till översten Wilhelm Brehmer och Märta Magdalena Elfstrand. De fick barnen Elsa Margareta 1916, Lars Vilhelm 1918 och Sten Vilhelm 1921. Andra gången gifte han sig 1944 med författaren Carin Lindskog (1886–1959), dotter till läkaren Ivar Victor Sandström och Maria Anna "Mary-Ann" Göransson. Vilhelm Nordström är begravd på Gamla kyrkogården i Gävle.